# Jesse Lingard
Jesse Ellis Lingard (Warrington, 15 dicembre 1992) è un calciatore inglese, centrocampista o attaccante del Seoul, di cui è capitano.

## Caratteristiche tecniche
Gioca prevalentemente come ala destra; è dotato di buona velocità e dimostra buona abilità negli inserimenti offensivi senza palla. All'occorrenza può giocare anche come seconda punta. Il suo grande potenziale ha subito una brusca frenata a causa di numerosi infortuni oltre che a problemi caratteriali.

## Carriera

### Club

#### Gli inizi
Cresciuto nelle giovanili del Penketh Utd, nel 2000 viene acquistato dal Manchester Utd. Dopo essere passato alla formazione Under-21, Lingard finì per vincere due campionati giovanili di fila (2011-2012 e 2012-2013). Viene convocato in prima squadra il 30 novembre 2011, in occasione della gara valida per i quarti di finale di Carabao Cup contro il Crystal Palace. La sua prima convocazione in campionato avverrà il 4 gennaio 2012 in una gara persa per 3-0 in casa del Newcastle United.
Il 6 novembre 2012 Lingard e il compagno di squadra Michael Keane si sono uniti al Leicester City in prestito per un mese. Lo stesso giorno si ritroverà già in campo in una gara pareggiata a reti bianche contro il Bolton, sostituendo Martyn Waghorn all'85' minuto. Successivamente, il suo prestito è stato prorogato fino al 2 gennaio 2013.
Tornato dal prestito, Lingard viene selezionato nella rosa dei 19 uomini per il tour pre-campionato di luglio 2013 del Manchester United. Mette a segno le sue prime due reti in una gara giocata a Sydney contro l'A-League All-Star Team il 20 luglio. Si ripete anche nell'amichevole contro i giapponesi dello Yokohama F·Marinos e contro il Kitchee, divenendo così il capocannoniere del torneo con quattro reti.
Il 19 settembre 2013 viene ufficializzata la sua cessione in prestito al Birmingham City, debuttando ufficialmente con esso due giorni dopo in una gara contro lo Sheffield Wednesday, dove riuscirà già a mettere a segno un poker. La società inglese riuscì persino ad avviare una trattativa per l'estensione del prestito, ma un infortunio dell'inglese interruppe tutte le procedure. Nel mese di novembre viene annunciata l'estensione del prestito fino al 1º gennaio 2014.
Il 27 febbraio 2014 viene ceduto in prestito al Brighton. L'8 aprile seguente mette a segno la sua prima rete per i Seagulls, in una vittoria in casa del Leicester City (1-4). Fino a giugno finirà per totalizzare 17 presenze mettendo a segno quattro reti.

#### Manchester United
Il 16 agosto 2015 esordisce in maglia mancuniana, nella gara persa per 1-2 contro lo Swansea City all'Old Trafford, per poi essere girato in prestito breve al Derby County, con cui debutterà il 14 febbraio seguente in una gara contro il Reading. Il 21 maggio 2016 segna il gol decisivo nei tempi supplementari della finale di FA Cup contro il Crystal Palace, vinta per 2-1, permettendo così ai Red Devils di aggiudicarsi nuovamente il trofeo a dodici anni dall'ultima vittoria.
Inizia l'annata 2016-2017 aggiudicandosi il Community Shield 2016 grazie ad una sua rete. Diverrà nuovamente decisivo nella finale di Coppa di Lega contro il Southampton, mettendo a segno la rete del momentaneo 2-0. Il 6 aprile 2017 rinnova il proprio contratto per altri quattro anni con un'opzione di rinnovo automatico per il quinto. A fine stagione finirà per aggiudicarsi anche il titolo di Europa League 2016-2017.
La stagione 2018-2019 sarà particolarmente fruttuosa per Lingard, che mette a segno la sua prima rete stagionale in un pareggio contro l'Arsenal. Il 26 dicembre 2018 ottiene la sua centesima presenza in Premier League con i Red Devils. Torna al gol nel North-West derby vinto dal Liverpool per 3-1. Conclude l'annata con 37 presenze e cinque reti.
Durante la stagione 2019-2020 il giocatore avrà un calo di prestazioni arrivando a mettere a segno una sola rete in campionato contro il Leicester City: nonostante ciò, quest'ultima rete permetterà poi ai Red Devils di qualificarsi per la Champions League 2020-2021. Tuttavia, nel mercato estivo il giocatore viene messo sul mercato non venendo considerato parte del progetto.

#### West Ham Utd e ritorno a Manchester
Il 29 gennaio 2021 viene ceduto in prestito al West Ham Utd fino al giugno seguente. Alla prima partita con la nuova maglia realizza una doppietta fuori casa contro l'Aston Villa. Il 5 aprile seguente, in una gara contro il Wolverhampton, mette a segno una rete percorrendo 52 metri dalla propria area di rigore: di conseguenza, il giocatore ha stabilito un nuovo record per la maggior distanza percorsa prima di segnare una rete in Premier League. Grazie alle sue prestazioni (con una media gol di uno ogni 158 minuti) contribuisce a portare il club a lottare per la qualificazione alle coppe europee, raggiungendo quella in UEFA Europa League. In più il giocatore riceverà il premio di giocatore del mese e anche il premio di gol del mese. Chiude la stagione con 16 presenze e 9 gol in Premier League, stabilendo così un record personale che lo ha visto mettere a segno il maggior numero di reti in una singola edizione di campionato.
Al termine del prestito fa ritorno al Manchester Utd. L'11 settembre 2021 torna al gol con la maglia dello United in una gara contro il Newcastle United (4-1). Si ripeterà otto giorni più tardi in un incontro con il West Ham, suo ex club, dove metterà a segno la rete vincente all'89' minuto. A fine stagione non trova l'accordo per il rinnovo del contratto con i Red Devils e rimane svincolato. Lascia così i Red Devils dopo aver totalizzato 233 presenze in 21 anni di permanenza.

#### Nottingham Forest
Il 21 luglio 2022 firma un contratto annuale con il Nottingham Forest. Debutta con il club l'8 agosto seguente in una gara persa per 2-0 contro il Newcastle. Nonostante non abbia messo a segno alcuna rete in campionato, riesce a marcare due volte in Carabao Cup, competizione in cui il Forest riuscirà a raggiungere le semifinali. Il 2 giugno successivo, dopo 20 presenze e due reti, viene annunciato che il suo contratto non sarebbe stato rinnovato da parte dei Reds, rimanendo svincolato.

#### FC Seoul
L'8 febbraio 2024, dopo oltre sei mesi da svincolato, firma un contratto per due stagioni con il Seoul. La sua firma per il club è stata definita dal giornalista calcistico coreano Lee Sungmo come "il più grande acquisto nella storia della K League". Fa il proprio debutto con il club il 2 marzo successivo in una gara persa per 2-0 contro il Gwangju. Invece, il suo esordio casalingo avverrà la settimana seguente, in un derby contro l'Incheon United davanti ad un pubblico di 51.670 spettatori. Più tardi, il giocatore subisce un infortunio al menisco, finendo poi per sottoporsi ad un intervento chirurgico nel mese di aprile. Il 26 giugno 2024, in occasione di una gara contro il Gangwon, mette a segno la sua prima rete sudcoreana.

### Nazionale
Con la nazionale inglese Under-21 ha preso parte ad alcune partite di qualificazione all'europeo di categoria; nel 2015 ha poi ha preso parte alla fase finale della competizione.
Nel novembre 2015 viene convocato per la prima volta nella nazionale maggiore dal commissario tecnico Hodgson, per l'amichevole contro la Francia, nella quale però rimane in panchina senza mai giocare. Nell'ottobre 2016, a distanza di quasi un anno dalla precedente convocazione, viene richiamato in nazionale dal nuovo selezionatore inglese Gareth Southgate (già suo allenatore nell'Under-21), per le partite di qualificazione al campionato del mondo 2018 contro Malta e Slovenia. Fa il suo esordio ufficiale da titolare l'8 ottobre, nella partita disputata a Wembley contro Malta; segna il suo primo gol con la nazionale dei Tre Leoni il 23 marzo 2018, decidendo la sfida vinta in trasferta per 1-0 contro i Paesi Bassi.
Viene convocato per la fase finale del mondiale 2018: durante la competizione, in cui l'Inghilterra si classifica quarta, Lingard va in rete in un'occasione, andando a segno nella vittoria 6-1 contro Panama nella fase a gironi. Prende parte anche ad alcune gare dell'edizione 2018-2019 della Nations League, con l'Inghilterra inserita nella Lega A: la sua rete contro la Croazia permette alla nazionale inglese di accedere alla final four del torneo.
Nonostante il buon rendimento offerto al West Ham Utd, Southgate non lo inserisce nell'elenco dei convocati per il campionato d'Europa 2020.

## Statistiche

### Presenze e reti nei club
Statistiche aggiornate al 15 luglio 2025.
| Stagione              | Squadra               | Campionato            | Campionato | Campionato | Coppe nazionali | Coppe nazionali | Coppe nazionali | Coppe continentali | Coppe continentali | Coppe continentali | Altre coppe | Altre coppe | Altre coppe | Totale | Totale |
| Stagione              | Squadra               | Comp                  | Pres       | Reti       | Comp            | Pres            | Reti            | Comp               | Pres               | Reti               | Comp        | Pres        | Reti        | Pres   | Reti   |
| --------------------- | --------------------- | --------------------- | ---------- | ---------- | --------------- | --------------- | --------------- | ------------------ | ------------------ | ------------------ | ----------- | ----------- | ----------- | ------ | ------ |
| 2012-2013             | Manchester Utd        | PL                    | 0          | 0          | FACup+CdL       | 0+0             | 0               | UCL                | -                  | -                  | -           | -           | -           | 0      | 0      |
| 2012-gen. 2013        | Leicester City        | FLC                   | 5          | 0          | FACup+CdL       | 0+0             | 0               | -                  | -                  | -                  | -           | -           | -           | 5      | 0      |
| 2013-gen. 2014        | Birmingham City       | FLC                   | 13         | 6          | FACup+CdL       | 0+0             | 0               | -                  | -                  | -                  | -           | -           | -           | 13     | 6      |
| feb.-giu. 2014        | Brighton              | FLC                   | 15+2       | 3+1        | FACup+CdL       | 0+0             | 0               | -                  | -                  | -                  | -           | -           | -           | 17     | 4      |
| 2014-feb. 2015        | Manchester Utd        | PL                    | 1          | 0          | FACup+CdL       | 0+0             | 0               | -                  | -                  | -                  | -           | -           | -           | 1      | 0      |
| feb.-giu.2015         | Derby County          | FLC                   | 14         | 2          | FACup+CdL       | 1+0             | 0               | -                  | -                  | -                  | -           | -           | -           | 15     | 2      |
| 2015-2016             | Manchester Utd        | PL                    | 25         | 4          | FACup+CdL       | 7+1             | 2+0             | UCL+UEL            | 4+3                | 0                  | -           | -           | -           | 40     | 6      |
| 2016-2017             | Manchester Utd        | PL                    | 25         | 1          | FACup+CdL       | 2+4             | 0+1             | UEL                | 10                 | 2                  | CS          | 1           | 1           | 42     | 5      |
| 2017-2018             | Manchester Utd        | PL                    | 33         | 8          | FACup+CdL       | 6+2             | 2+3             | UCL                | 6                  | 0                  | SU          | 1           | 0           | 48     | 13     |
| 2018-2019             | Manchester Utd        | PL                    | 27         | 4          | FACup+CdL       | 2+1             | 1+0             | UCL                | 6                  | 0                  | -           | -           | -           | 37     | 5      |
| 2019-2020             | Manchester Utd        | PL                    | 22         | 1          | FACup+CdL       | 4+5             | 1+0             | UEL                | 9                  | 2                  | -           | -           | -           | 40     | 4      |
| 2020-gen. 2021        | Manchester Utd        | PL                    | 0          | 0          | FACup+CdL       | 1+2             | 0               | UCL                | 0                  | 0                  | -           | -           | -           | 3      | 0      |
| gen.-giu. 2021        | West Ham Utd          | PL                    | 16         | 9          | FACup+CdL       | 0+0             | 0               | -                  | -                  | -                  | -           | -           | -           | 16     | 9      |
| 2021-2022             | Manchester Utd        | PL                    | 16         | 2          | FACup+CdL       | 1+1             | 0+0             | UCL                | 4                  | 0                  | -           | -           | -           | 27     | 2      |
| Totale Manchester Utd | Totale Manchester Utd | Totale Manchester Utd | 149        | 20         |                 | 40              | 10              |                    | 42                 | 4                  |             | 2           | 1           | 233    | 35     |
| 2022-2023             | Nottingham Forest     | PL                    | 17         | 0          | FACup+CdL       | 0+3             | 0+2             | -                  | -                  | -                  | -           | -           | -           | 20     | 2      |
| 2024                  | Seoul                 | KL1                   | 26         | 6          | CC              | -               | -               | -                  | -                  | -                  | -           | -           | -           | 26     | 6      |
| 2025                  | Seoul                 | KL1                   | 22         | 6          | CC              | 1               | 0               | -                  | -                  | -                  | -           | -           | -           | 23     | 6      |
| Totale Seoul          | Totale Seoul          | Totale Seoul          | 48         | 12         |                 | 1               | 0               |                    | -                  | -                  |             | -           | -           | 49     | 12     |
| Totale carriera       | Totale carriera       | Totale carriera       | 280        | 53         |                 | 46              | 12              |                    | 42                 | 4                  |             | 2           | 1           | 370    | 70     |

### Cronologia presenze e reti in nazionale
| Cronologia completa delle presenze e delle reti in nazionale ― Inghilterra | Cronologia completa delle presenze e delle reti in nazionale ― Inghilterra | Cronologia completa delle presenze e delle reti in nazionale ― Inghilterra | Cronologia completa delle presenze e delle reti in nazionale ― Inghilterra | Cronologia completa delle presenze e delle reti in nazionale ― Inghilterra | Cronologia completa delle presenze e delle reti in nazionale ― Inghilterra | Cronologia completa delle presenze e delle reti in nazionale ― Inghilterra | Cronologia completa delle presenze e delle reti in nazionale ― Inghilterra |
| Data                                                                       | Città                                                                      | In casa                                                                    | Risultato                                                                  | Ospiti                                                                     | Competizione                                                               | Reti                                                                       | Note                                                                       |
| -------------------------------------------------------------------------- | -------------------------------------------------------------------------- | -------------------------------------------------------------------------- | -------------------------------------------------------------------------- | -------------------------------------------------------------------------- | -------------------------------------------------------------------------- | -------------------------------------------------------------------------- | -------------------------------------------------------------------------- |
| 8-10-2016                                                                  | Londra                                                                     | Inghilterra                                                                | 2 – 0                                                                      | Malta                                                                      | Qual. Mondiali 2018                                                        | -                                                                          |                                                                            |
| 11-10-2016                                                                 | Lubiana                                                                    | Slovenia                                                                   | 0 – 0                                                                      | Inghilterra                                                                | Qual. Mondiali 2018                                                        | -                                                                          | 89’                                                                        |
| 15-11-2016                                                                 | Wembley                                                                    | Inghilterra                                                                | 2 – 2                                                                      | Spagna                                                                     | Amichevole                                                                 | -                                                                          |                                                                            |
| 22-3-2017                                                                  | Dortmund                                                                   | Germania                                                                   | 1 – 0                                                                      | Inghilterra                                                                | Amichevole                                                                 | -                                                                          | 71’                                                                        |
| 5-10-2017                                                                  | Wembley                                                                    | Inghilterra                                                                | 1 – 0                                                                      | Slovenia                                                                   | Qual. Mondiali 2018                                                        | -                                                                          | 64’                                                                        |
| 8-10-2017                                                                  | Vilnius                                                                    | Lituania                                                                   | 0 – 1                                                                      | Inghilterra                                                                | Qual. Mondiali 2018                                                        | -                                                                          | 81’                                                                        |
| 11-11-2017                                                                 | Londra                                                                     | Inghilterra                                                                | 0 – 0                                                                      | Germania                                                                   | Amichevole                                                                 | -                                                                          | 86’                                                                        |
| 14-11-2017                                                                 | Londra                                                                     | Inghilterra                                                                | 0 – 0                                                                      | Brasile                                                                    | Amichevole                                                                 | -                                                                          | 34’                                                                        |
| 23-3-2018                                                                  | Amsterdam                                                                  | Paesi Bassi                                                                | 0 – 1                                                                      | Inghilterra                                                                | Amichevole                                                                 | 1                                                                          | 68’                                                                        |
| 27-3-2018                                                                  | Londra                                                                     | Inghilterra                                                                | 1 – 1                                                                      | Italia                                                                     | Amichevole                                                                 | -                                                                          | 70’                                                                        |
| 2-6-2018                                                                   | Londra                                                                     | Inghilterra                                                                | 2 – 1                                                                      | Nigeria                                                                    | Amichevole                                                                 | -                                                                          | 67’                                                                        |
| 7-6-2018                                                                   | Leeds                                                                      | Inghilterra                                                                | 2 – 0                                                                      | Costa Rica                                                                 | Amichevole                                                                 | -                                                                          | 79’                                                                        |
| 18-6-2018                                                                  | Volgograd                                                                  | Tunisia                                                                    | 1 – 2                                                                      | Inghilterra                                                                | Mondiali 2018 - 1º turno                                                   | -                                                                          | 90+3’                                                                      |
| 24-6-2018                                                                  | Nižnij Novgorod                                                            | Inghilterra                                                                | 6 – 1                                                                      | Panama                                                                     | Mondiali 2018 - 1º turno                                                   | 1                                                                          | 63’                                                                        |
| 3-7-2018                                                                   | Tušino                                                                     | Colombia                                                                   | 1 – 1 dts (3 - 4 dtr)                                                      | Inghilterra                                                                | Mondiali 2018 - Ottavi di finale                                           | -                                                                          | 69’                                                                        |
| 7-7-2018                                                                   | Samara                                                                     | Svezia                                                                     | 0 – 2                                                                      | Inghilterra                                                                | Mondiali 2018 - Quarti di finale                                           | -                                                                          |                                                                            |
| 11-7-2018                                                                  | Mosca                                                                      | Croazia                                                                    | 2 – 1 dts                                                                  | Inghilterra                                                                | Mondiali 2018 - Semifinale                                                 | -                                                                          |                                                                            |
| 14-7-2018                                                                  | San Pietroburgo                                                            | Belgio                                                                     | 2 – 0                                                                      | Inghilterra                                                                | Mondiali 2018 - Finale 3º posto                                            | -                                                                          | 45’                                                                        |
| 8-9-2018                                                                   | Londra                                                                     | Inghilterra                                                                | 1 – 2                                                                      | Spagna                                                                     | UEFA Nations League 2018-2019 - 1º turno                                   | -                                                                          |                                                                            |
| 11-9-2018                                                                  | Leicester                                                                  | Inghilterra                                                                | 1 – 0                                                                      | Svizzera                                                                   | Amichevole                                                                 | -                                                                          | 61’                                                                        |
| 15-11-2018                                                                 | Londra                                                                     | Inghilterra                                                                | 3 – 0                                                                      | Stati Uniti                                                                | Amichevole                                                                 | 1                                                                          | 58’                                                                        |
| 18-11-2018                                                                 | Londra                                                                     | Inghilterra                                                                | 2 – 1                                                                      | Croazia                                                                    | UEFA Nations League 2018-2019 - 1º turno                                   | 1                                                                          | 73’                                                                        |
| 6-6-2019                                                                   | Guimarães                                                                  | Paesi Bassi                                                                | 3 – 1 dts                                                                  | Inghilterra                                                                | UEFA Nations League 2018-2019 - Semifinale                                 | -                                                                          | 61’                                                                        |
| 9-6-2019                                                                   | Guimarães                                                                  | Svizzera                                                                   | 0 – 0 dts (5 – 6 dtr)                                                      | Inghilterra                                                                | UEFA Nations League 2018-2019 - Finale 3º posto                            | -                                                                          | 27’ 106’                                                                   |
| 25-3-2021                                                                  | Londra                                                                     | Inghilterra                                                                | 5 – 0                                                                      | San Marino                                                                 | Qual. Mondiali 2022                                                        | -                                                                          | 46’                                                                        |
| 28-3-2021                                                                  | Tirana                                                                     | Albania                                                                    | 0 – 2                                                                      | Inghilterra                                                                | Qual. Mondiali 2022                                                        | -                                                                          | 81’                                                                        |
| 31-3-2021                                                                  | Londra                                                                     | Inghilterra                                                                | 2 – 1                                                                      | Polonia                                                                    | Qual. Mondiali 2022                                                        | -                                                                          | 90’                                                                        |
| 2-6-2021                                                                   | Middlesbrough                                                              | Inghilterra                                                                | 1 – 0                                                                      | Austria                                                                    | Amichevole                                                                 | -                                                                          | 61’                                                                        |
| 6-6-2021                                                                   | Middlesbrough                                                              | Inghilterra                                                                | 1 – 0                                                                      | Romania                                                                    | Amichevole                                                                 | -                                                                          | 75’                                                                        |
| 2-9-2021                                                                   | Budapest                                                                   | Ungheria                                                                   | 0 – 4                                                                      | Inghilterra                                                                | Qual. Mondiali 2022                                                        | -                                                                          | 84’                                                                        |
| 5-9-2021                                                                   | Londra                                                                     | Inghilterra                                                                | 4 – 0                                                                      | Andorra                                                                    | Qual. Mondiali 2022                                                        | 2                                                                          |                                                                            |
| 9-10-2021                                                                  | Andorra la Vella                                                           | Andorra                                                                    | 0 – 5                                                                      | Inghilterra                                                                | Qual. Mondiali 2022                                                        | -                                                                          | 72’                                                                        |
| Totale                                                                     |                                                                            | Presenze                                                                   | 32                                                                         |                                                                            | Reti                                                                       | 6                                                                          |                                                                            |

## Palmarès

### Club

#### Competizioni giovanili
- FA Youth Cup: 1

Manchester Utd: 2010-2011

#### Competizioni nazionali
- Coppa d'Inghilterra: 1

Manchester Utd: 2015-2016
- Community Shield: 1

Manchester Utd: 2016
- Coppa di Lega inglese: 1

Manchester Utd: 2016-2017

#### Competizioni internazionali
- UEFA Europa League: 1

Manchester Utd: 2016-2017